# ブルース・キャリントン
ブルース・キャリントン（Bruce Carrington、1997年4月17日 - ）は、アメリカ合衆国のプロボクサー。ニューヨーク州ブルックリン区出身。現WBC世界フェザー級暫定王者。

## 来歴

### アマチュア時代
ニューヨーク州ブルックリン区で生まれ、ニューヨーク州ゴールデン・グローブで優勝した。2020年、東京オリンピックアメリカ代表の選考会で優勝し出場権を獲得したが、新型コロナウイルスの影響でオリンピックが翌年に延期されたため、オリンピック出場権を放棄してプロに転向することを決意した。アマチュア時代の戦績は255勝31敗。

### プロ時代
2021年10月9日、プロデビュー戦を行い4回3-0の判定勝ち。
2023年、リングマガジンの選定する年間最高の若手有望選手賞である「リングマガジン プロスペクト・オブ・ザ・イヤー」を受賞した。
2024年2月16日、ニューヨーク州ニューヨークのマディソン・スクエア・ガーデン内フールー・シアターにてオシャキー・フォスター対エイブラハム・ノバの前座でバーナード・アンジェロ・トーレスとIBFインターコンチネンタル・NABF・WBOインターコンチネンタルフェザー級王座決定戦を行い、4回2分59秒KO勝ちを収め王座獲得に成功した。
2025年3月29日、ネバダ州ラスベガスのフォンテンブロー・ラスベガスにてミカエラ・メイヤー対サンディ・ライアンの前座でエンリケ・ビバスとWBOインターコンチネンタル・NABF北米フェザー級タイトルマッチを行い、3回50秒TKO勝ちを収め両王座の3度目の防衛に成功した。またこの試合は同時にWBC世界同級挑戦者決定戦を兼ねて行われ、王者のスティーブン・フルトンへの挑戦権も獲得した。
2025年7月26日、ニューヨーク州ニューヨークのマディソン・スクエア・ガーデンにてESPNおよびESPN+でのトップランク社の放映契約満了に伴う最終放映興行のザンダー・ザヤス対ホルヘ・ガルシアの前座でWBC世界フェザー級13位のマテウス・ヘイタとキャリントンが指名挑戦権を得ているWBC世界同級王者スティーブン・フルトンのWBC世界スーパーフェザー級王者オシャキー・フォスターへの挑戦内定に伴うWBC世界同級暫定王座決定戦を行い、12回3-0（120-108、119-109×2）の判定勝ちを収め王座獲得に成功した。

## 戦績
- アマチュアボクシング：286戦 255勝 31敗
- プロボクシング：16戦 16勝 (9KO) 無敗

| 戦           | 日付           | 勝敗 | 時間    | 内容    | 対戦相手                           | 国籍           | 備考                                                                                |
| ------------ | -------------- | ---- | ------- | ------- | ---------------------------------- | -------------- | ----------------------------------------------------------------------------------- |
| 1            | 2021年10月9日  | ☆    | 4R      | 判定3-0 | セサール・カントゥ                 | アメリカ合衆国 | プロデビュー戦                                                                      |
| 2            | 2022年1月29日  | ☆    | 2R 0:43 | KO      | スティーブン・ブラウン             | アメリカ合衆国 |                                                                                     |
| 3            | 2022年3月19日  | ☆    | 5R 0:51 | KO      | ユーリ・アンドゥハル               | ドミニカ共和国 |                                                                                     |
| 4            | 2022年6月18日  | ☆    | 6R 0:01 | TKO     | エイドリアン・レイバ               | キューバ       |                                                                                     |
| 5            | 2022年9月23日  | ☆    | 6R      | 判定3-0 | ホセ・アルヘル                     | ドミニカ共和国 |                                                                                     |
| 6            | 2023年1月14日  | ☆    | 6R      | 判定3-0 | フアン・アントニオ・ロペス         | アメリカ合衆国 |                                                                                     |
| 7            | 2023年4月8日   | ☆    | 2R 2:46 | KO      | ブランドン・チャンバース           | アメリカ合衆国 |                                                                                     |
| 8            | 2023年6月10日  | ☆    | 8R 2:17 | TKO     | ルイス・ポロソ                     | エクアドル     |                                                                                     |
| 9            | 2023年8月26日  | ☆    | 8R      | 判定3-0 | アンヘル・アントニオ・コントレラス | メキシコ       |                                                                                     |
| 10           | 2023年12月9日  | ☆    | 2R 2:59 | TKO     | ジェイソン・サンチェス             | アメリカ合衆国 |                                                                                     |
| 11           | 2024年2月16日  | ☆    | 4R 2:59 | KO      | バーナード・アンジェロ・トーレス   | ノルウェー     | IBFインターナショナル・WBOインターコンチネンタル・NABF北米フェザー級王座決定戦      |
| 12           | 2024年6月8日   | ☆    | 8R 2:56 | TKO     | ブライアン・デ・グラシア           | パナマ         | IBFインターナショナル防衛1・WBOインターコンチネンタル防衛1・NABF防衛1               |
| 13           | 2024年9月29日  | ☆    | 12R     | 判定2-0 | スレイマン・セガワ                 | ウガンダ       | WBCシルバー・世界フェザー級タイトルマッチ WBOインターコンチネンタル防衛2・NABF防衛2 |
| 14           | 2024年11月15日 | ☆    | 8R      | 判定3-0 | ダナ・クールウェル                 | オーストラリア |                                                                                     |
| 15           | 2025年3月29日  | ☆    | 3R 0:50 | TKO     | エンリケ・ビバス                   | メキシコ       | WBC世界フェザー級挑戦者決定戦 WBOインターコンチネンタル防衛3・NABF防衛3             |
| 16           | 2025年7月26日  | ☆    | 12R     | 判定3-0 | マテウス・ヘイタ                   | ナミビア       | WBC世界フェザー級暫定王座決定戦                                                     |
| テンプレート |                |      |         |         |                                    |                |                                                                                     |

## 獲得タイトル
- IBFインターコンチネンタルフェザー級王座
- NABF北米フェザー級王座（防衛3）
- WBOインターコンチネンタルフェザー級王座（防衛3）
- WBCフェザー級シルバー王座
- WBC世界フェザー級暫定王座（防衛0）